# حبسة لحن
حسبة اللحن ضرب من الحبسة في الكلام تتعلق بعجز المصاب عن الكلام بلحن صحيح وعن فهم من يخاطبه به.